# Gran Premio de Fourmies 2017
La 85.ª edición de la clásica ciclista Gran Premio de Fourmies se celebró en Francia el 3 de septiembre de 2017 sobre un recorrido de 205 km con inicio y final en la ciudad de Fourmies.
La carrera formó parte del UCI Europe Tour 2017, dentro de la categoría 1.HC.
La carrera fue ganada por el corredor francés Nacer Bouhanni del equipo Cofidis, Solutions Crédits, en segundo lugar Marc Sarreau (FDJ) y en tercer lugar Rüdiger Selig (Bora-Hansgrohe).

## Equipos participantes
Tomaron parte en la carrera 22 equipos: 7 de categoría UCI ProTeam; 12 de categoría Profesional Continental; 3 de categoría Continental. Formando así un pelotón de 176 ciclistas de los que acabaron 123. Los equipos participantes fueron:
| WorldTeams (7)- Quick-Step Floors - Trek-Segafredo - Bora-Hansgrohe - AG2R La Mondiale - UAE Team Emirates - Astana - FDJ Equipos continentales profesionales (12)- Cofidis, Solutions Crédits - Direct Énergie - Wilier Triestina-Selle Italia - Nippo-Vini Fantini - Gazprom-RusVelo - Sport Vlaanderen-Baloise - Delko Marseille Provence KTM - Fortuneo-Oscaro - Roompot-Nederlandse Loterij - WB-Veranclassic-Aqua Protect - Wanty-Groupe Gobert - Verandas Willems-Crelan Equipos continentales (3)- Roubaix Lille Métropole - HP BTP-Auber 93 - Armée de terre |
| |

## Clasificación final
- Las clasificaciones finalizaron de la siguiente forma:[3]

| \| Clasificación general \| Clasificación general \| Clasificación general \| Clasificación general \| Clasificación general \| \| Ciclista \| Ciclista \| Equipo \| Tiempo \| \| \| --------------------- \| --------------------- \| ---------------------------- \| --------------------- \| --------------------- \| \| 1.º \| Nacer Bouhanni \| Cofidis, Solutions Crédits \| 4 h 22 min 29 s \| \| \| 2.º \| Marc Sarreau \| FDJ \| + 0 s \| \| \| 3.º \| Rüdiger Selig \| Bora-Hansgrohe \| + 0 s \| \| \| 4.º \| David Menut \| HP BTP-Auber 93 \| + 0 s \| \| \| 5.º \| Simone Consonni \| UAE Team Emirates \| + 0 s \| \| \| 6.º \| Justin Jules \| WB-Veranclassic-Aqua Protect \| + 0 s \| \| \| 7.º \| Jordan Levasseur \| Armée de terre \| + 0 s \| \| \| 8.º \| Jarl Salomein \| Sport Vlaanderen-Baloise \| + 0 s \| \| \| 9.º \| Laurent Pichon \| Fortuneo-Oscaro \| + 0 s \| \| \| 10.º \| John Degenkolb \| Trek-Segafredo \| + 0 s \| \| \| 11.º \| Danilo Napolitano \| Wanty-Groupe Gobert \| + 0 s \| \| \| 12.º \| Gianluca Brambilla \| Quick-Step Floors \| + 0 s \| \| \| 13.º \| Marco Canola \| Nippo-Vini Fantini \| + 0 s \| \| \| 14.º \| Riccardo Minali \| Astana \| + 0 s \| \| \| 15.º \| Kévin Le Cunff \| HP BTP-Auber 93 \| + 0 s \| \| |                    |                              |                 |
| |                    |                              |                 |
| Fuente: ProCyclingStats |                    |                              |                 |
| Clasificación general |                    |                              |                 |
| Ciclista | Ciclista           | Equipo                       | Tiempo          |
| 1.º | Nacer Bouhanni     | Cofidis, Solutions Crédits   | 4 h 22 min 29 s |
| 2.º | Marc Sarreau       | FDJ                          | + 0 s           |
| 3.º | Rüdiger Selig      | Bora-Hansgrohe               | + 0 s           |
| 4.º | David Menut        | HP BTP-Auber 93              | + 0 s           |
| 5.º | Simone Consonni    | UAE Team Emirates            | + 0 s           |
| 6.º | Justin Jules       | WB-Veranclassic-Aqua Protect | + 0 s           |
| 7.º | Jordan Levasseur   | Armée de terre               | + 0 s           |
| 8.º | Jarl Salomein      | Sport Vlaanderen-Baloise     | + 0 s           |
| 9.º | Laurent Pichon     | Fortuneo-Oscaro              | + 0 s           |
| 10.º | John Degenkolb     | Trek-Segafredo               | + 0 s           |
| 11.º | Danilo Napolitano  | Wanty-Groupe Gobert          | + 0 s           |
| 12.º | Gianluca Brambilla | Quick-Step Floors            | + 0 s           |
| 13.º | Marco Canola       | Nippo-Vini Fantini           | + 0 s           |
| 14.º | Riccardo Minali    | Astana                       | + 0 s           |
| 15.º | Kévin Le Cunff     | HP BTP-Auber 93              | + 0 s           |

## UCI World Ranking
El Gran Premio de Fourmies otorga puntos para el UCI Europe Tour 2017 y el UCI World Ranking, este último para corredores de los equipos en las categorías UCI ProTeam, Profesional Continental y Equipos Continentales. Las siguientes tablas son el baremo de puntuación y los corredores que obtuvieron puntos:
| Posición              | 1.ª | 2.ª | 3.ª | 4.ª | 5.ª | 6.ª | 7.ª | 8.ª | 9.ª | 10.ª |
| Clasificación general | 200 | 150 | 125 | 100 | 85  | 70  | 60  | 50  | 40  | 35   |

| 1.º  | Nacer Bouhanni   | Cofidis, Solutions Crédits | 200 |
| 2.º  | Marc Sarreau     | FDJ                        | 150 |
| 3.º  | Rüdiger Selig    | Bora-Hansgrohe             | 125 |
| 4.º  | David Menut      | HP BTP-Auber93             | 100 |
| 5.º  | Simone Consonni  | UAE Emirates               | 85  |
| 6.º  | Justin Jules     | WB Veranclassic            | 70  |
| 7.º  | Jordan Levasseur | Armée de terre             | 60  |
| 8.º  | Jarl Salomein    | Sport Vlaanderen-Baloise   | 50  |
| 9.º  | Laurent Pichon   | Fortuneo-Oscaro            | 40  |
| 10.º | John Degenkolb   | Trek-Segafredo             | 35  |